# 제네시스 G60
제네시스 G60은 제네시스에서 출시 예정인 자동차이다. 시흥시에서 생산 예정이다.